# Andrew Aw Yong Rei
Andrew Aw Yong Rei (* 29. März 2003 in Singapur) ist ein singapurischer Fußballspieler.

## Karriere
Andrew Aw Yong Rei erlernte das Fußballspielen in der Singapore Sports School. Seinen ersten Vertrag unterschrieb er am 1. Januar 2020 bei den Tampines Rovers. Der Verein spielt in der ersten singapurischen Liga, der Singapore Premier League. Sein Erstligadebüt gab Andrew Aw Yong Rei am 17. November 2020 im Auswärtsspiel gegen die Young Lions. Hier stand er in der Startelf und wurde nach der Halbzeitpause gegen Madhu Mohana ausgewechselt. Bis zu seinem Antritt zum Militärdienst am 22. Januar 2023 bestritt er für die Rovers 26 Erstligaspiele. Nach seinem Dienstantritt zum Militärdienst wurde er an den Erstligisten Young Lions ausgeliehen. Die Young Lions sind eine U23-Mannschaft, die 2002 gegründet wurde. In der Elf spielen U23-Nationalspieler und auch Perspektivspieler. Ihnen soll die Möglichkeit gegeben werden, Spielpraxis in der ersten Liga zu sammeln.